# Sigríður Á. Andersen
Sigríður Ásthildur Andersen (* 21. listopadu 1971 Reykjavík) je islandská politička a advokátka, která v letech 2017–2019 zastávala funkci ministryně spravedlnosti. Z funkce ministryně spravedlnosti odstoupila poté, co Evropský soud pro lidská práva shledal její jmenování soudců Islandského odvolacího soudu nezákonným.
Od roku 2015 je poslankyní islandského parlamentu (Althing) za Stranu nezávislosti.

## Vzdělání a kariéra
V roce 1991 absolvovala Menntaskólinn í Reykjavík, vystudovala práva na Islandské univerzitě a v roce 2001 se stala advokátkou. V letech 1999–2005 pracovala jako advokátka v Islandské obchodní komoře, v letech 2004–2009 zasedala v Radě okresních soudů a poté v letech 2007–2015 pracovala v soukromé advokátní kanceláři.
V roce 2015 se stala poslankyní Althingu.

## Kontroverze
Během svého působení ve funkci ministryně spravedlnosti byla kontroverzní osobností. Sehrála klíčovou roli v případu kolem navrácení cti odsouzenému sexuálnímu delikventovi, který vedl k rozpuštění vlády Bjarniho Benediktssona v roce 2017.
V roce 2017 se neřídila doporučením zvláštního výboru, který sestavil seznam nejkvalifikovanějších soudců pro nově vytvořený Islandský odvolací soud, a místo toho vybrala čtyři z nich, včetně manželky kolegy ze Strany nezávislosti Brynjara Níelssona. Evropský soud pro lidská práva 12. března 2019 rozhodl, že jmenování bylo provedeno nezákonně. V návaznosti na toto rozhodnutí Sigríður 13. března 2019 oznámila, že odstoupí z funkce ministryně spravedlnosti.